# Chris Hodgetts
Chris Hodgetts (Tanworth-in-Arden, 6 dicembre 1950) è un pilota automobilistico britannico, vincitore del BTCC per due anni consecutivi a bordo di una Toyota Corolla, prendendovi parte per dieci stagioni consecutive dal 1980 al 1990.

## Palmarès
- British Touring Car Championship: 2
1986 e 1987 su Toyota Corolla